# AutoNavi
AutoNavi ist ein chinesischer Anbieter von Geodaten.
Das Unternehmen wurde 2014 von der Alibaba Group für $ 1,5 Mrd. gekauft und ist der chinesische Joint-Venture-Partner von TomTom.
Das Unternehmen bietet Online-Kartendienste für die Volksrepublik China unter der Adresse amap.com an.